# Sigma
Cette page contient des caractères spéciaux ou non latins. S’ils s’affichent mal (▯, ?, etc.), consultez la page d’aide Unicode.
Pour les articles homonymes, voir Sigma (homonymie).
Ne doit pas être confondu avec la lettre latine esh ‹ Ʃ ›.
Sigma (capitale Σ, minuscule σ, ς en fin de mot ; en grec σίγμα) est la dix-huitième lettre de l'alphabet grec, précédée par rhô et suivie par tau. Dérivée de la lettre shin  de l'alphabet phénicien, elle est l'ancêtre de la lettre S de l'alphabet latin et de la lettre С de l'alphabet cyrillique.

## Caractéristiques

### Usage
En grec moderne comme en grec ancien, la lettre sigma représente la consonne fricative alvéolaire sourde (/s/). Ce son est voisé en [z] devant [m] ou [n].
Dans le système de numération grecque, sigma vaut 200 ; par exemple ‹ σʹ › représente le nombre 200.
Comme la plupart des autres lettres grecques, le sigma est parfois utilisé en dehors de son contexte alphabétique grec dans les sciences. σ sert par exemple en physique à noter la conductivité électrique, en mathématiques à noter le rayon dans les coordonnées sphériques ou l'écart-type d'une série statistique ou encore en mécanique pour noter une contrainte. Σ, quant à lui, est utilisé dans l'écriture de la sommation.
En français, le nom de la lettre est utilisé pour former certains mots, comme les côlon et sinus sigmoïdes, ou les rongeurs Sigmodon et les mollusques Sigmurethra.
Jusqu’en 1976, dans l’alphabet phonétique international, le sigma minuscule [σ] pouvait être utilisé comme symbole pour la sifflante labialisée. Il est aussi utilisé en phonologie comme symbole pour une syllabe.

### Nom
À la différence de la plupart des autres lettres de l'alphabet grec, l'étymologie du nom « sigma » n'est pas claire. Selon l'épigraphiste Lilian Jeffery, il proviendrait par confusion du nom de la lettre phénicienne samekh, bien que n'en dérivant pas. Selon Roger Woodard, « san » serait le nom original de ce qui est actuellement connu comme « sigma » et correspondrait ainsi directement au shin phénicien. Le nom aurait été par la suite associé à une lettre locale alternative, actuellement connue comme san, dont le nom original est inconnu. Le nom moderne « sigma » serait quant à lui une innovation grecque qui signifierait simplement « sifflement », sur la base du verbe σίζω (sízô, « siffler »). Il est supposé que le nom de la lettre phénicienne samekh signifierait « poisson », celui de shin « soleil ».
En grec, la lettre est appelée σίγμα (sígma), prononcée /síɣma/. En grec ancien, la lettre est appelée σῖγμα (sîgma), prononcée vraisemblablement /sí͜iɡma/ en dialecte attique.

### Typographie

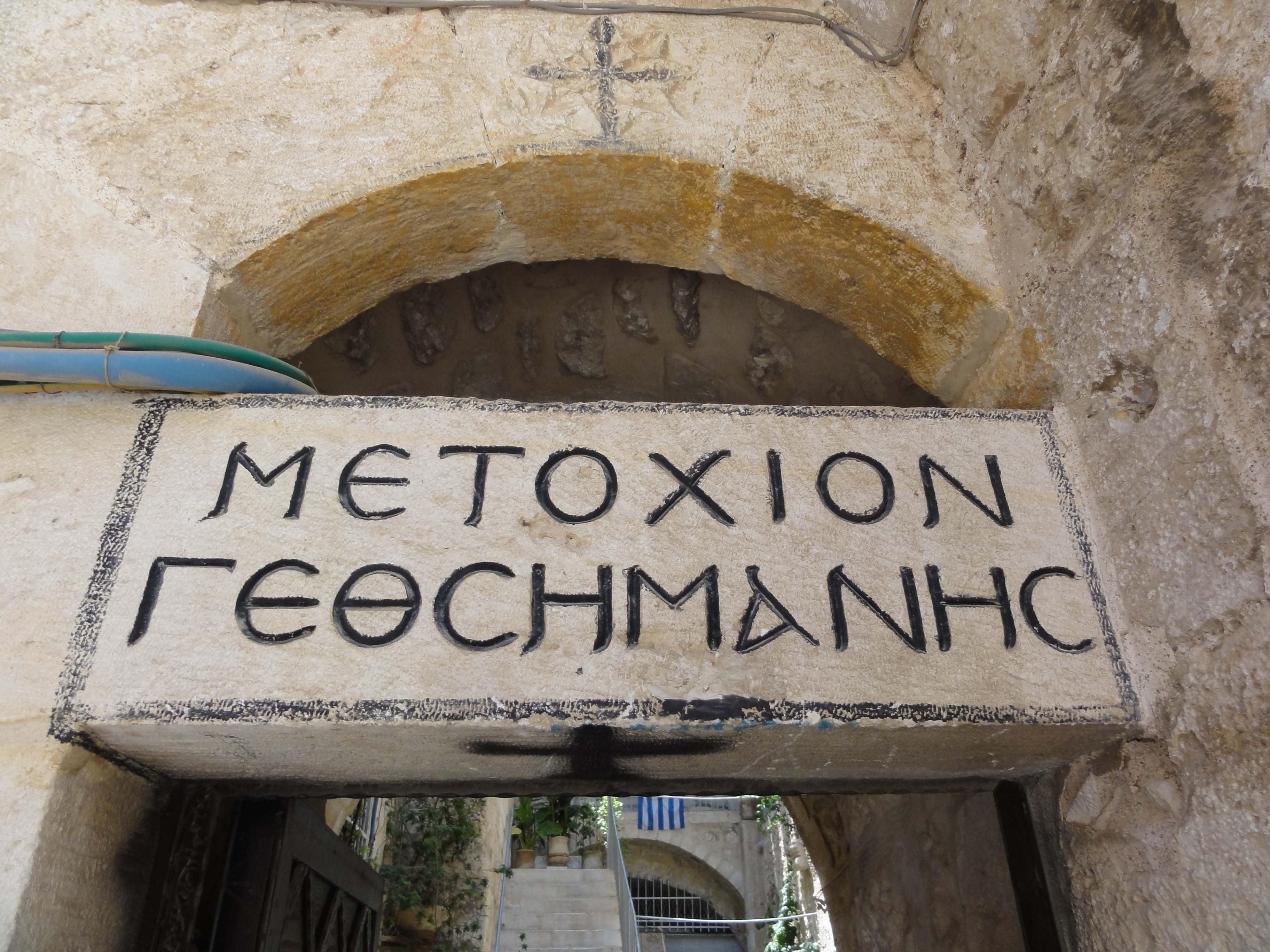
Inscription en face de l'église du Saint-Sépulcre à Jérusalem : ΜΕΤΟΧΙΟΝ ΓΕΘϹΗΜΑΝΗϹ (en orthographe polytonique classique : Μετόχιον Γεθσημανῆς, c'est-à-dire Métochion de Gethsémani). L'inscription utilise la forme lunaire du sigma en milieu et en fin de mot.

La forme bas-de-casse du sigma possède deux variantes typographiques : la première, σ, est utilisée au début et à l'intérieur des mots ; la deuxième, ς, n'est utilisée qu'en fin de mot. On écrit ainsi Ὀδυσσεύς (Odusseús, Ulysse).
Le sigma possède également une forme dite « lunaire » (majuscule Ϲ, minuscule ϲ) du fait de sa forme en croissant. Cette forme provient de la simplification de la majuscule épigraphique Σ dans l'écriture manuscrite du grec à l'époque hellénistique (IVe et IIIe siècles av. J.-C.). Courante dans l'Antiquité tardive et au Moyen Âge, la forme lunaire est toujours utilisée dans les polices décoratives, particulièrement dans les contextes religieux, ainsi que dans certaines éditions modernes de textes grecs classiques.
Le sigma lunaire a donné lieu à trois signes éditoriaux :
- le sigma réfléchi ou antisigma, Ͻ, est introduit par Aristarque de Samothrace au IIe siècle av. J.-C. pour indiquer qu'une ligne d'un texte est à une position incorrecte ;
- le sigma pointé ou sigma périestigmenon, Ͼ, et le sigma réfléchi pointé ou antisigma périestigmenon, Ͽ, indique qu'un réarrangement doit être effectué, les lignes après Ͽ devant être déplacées à l'endroit marqué par Ͼ.

## Histoire

### Origine
L'alphabet phénicien, dont dérive l'alphabet grec, provient peut-être de l'alphabet protosinaïtique, une écriture utilisée dans le Sinaï il y a plus de 3 500 ans, elle-même probablement dérivée de certains hiéroglyphes égyptiens. Il contient plusieurs consonnes sifflantes (apparentés à /s/) :
- shin,  (correspondant probablement au son ʃ)
- sade,  (ts)
- samekh,  (s)
- zen,  (z)

Concernant le shin, la lettre correspondante de l'alphabet sudarabique est , shin, correspondant à la lettre ሠ, çä, de l'alphasyllabaire guèze. Dans les alphabets sémitiques, la lettre phénicienne conduit au syriaque ܫ, à l'hébreu ש, à l'araméen 𐡔, à l'arabe ﺵ et au berbère ⵛ.
Le sade conduit quant à lui au sin sudarabique,  (correspondant lui-même au tsä guèze, ጸ), au ܨ syriaque, au צ hébreu, au 𐡑 araméen, au ﺹ arabe et au ⵚ berbère.

### Alphabets archaïques

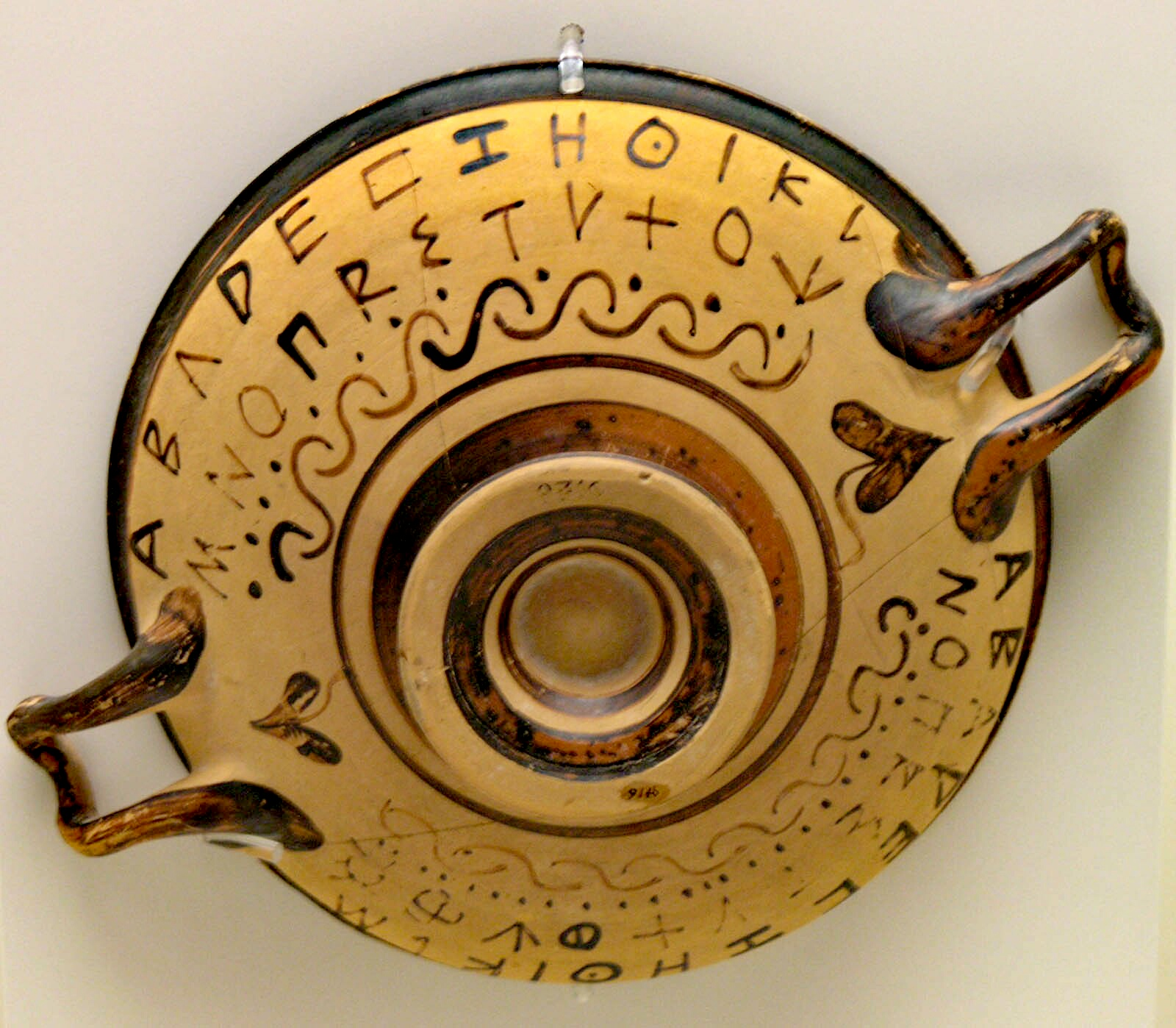
Alphabet grec peint sur la panse d'une coupe attique à figures noires. Le sigma possède une forme ressemblant à celle moderne.

L'alphabet grec dérive directement de l'alphabet phénicien à partir du VIIIe siècle av. J.-C. Les alphabets grecs archaïques comportent toutefois deux lettres en concurrence pour noter le son s : le sigma et le san. On pense que ce doublon résulte d'une confusion lors de cette adoption, le phénicien disposant de plus de sons sifflants que le grec. Selon l'épigraphiste Lilian Jeffery, la distribution des lettres sifflantes en grec est due à une confusion entre les sons et les positions alphabétiques des quatre signes sifflants phéniciens : le sigma grec (Σ) prendrait la forme et la position du shin phénicien (), mais le nom et la valeur du Semka. Inversement, le xi grec (Ξ) aurait la forme et la position du Semka (), mais le nom et la valeur du shin. Le même échange se produirait entre les zen et sade phéniciens : le zêta grec recevrait la forme et la position du premier () et le nom et la valeur du deuxième, tandis que le san prendrait la forme approximative et la position du sade (), et ce qui pourrait être à l'origine la valeur du zen, c'est-à-dire un [z] voisé. Toutefois, comme le z voisé et le [s] non voisé ne sont pas des phonèmes distincts en grec, le sigma et le san en arrivent à remplir essentiellement la même fonction. Les dialectes doriens qui conservent san au lieu de sigma pourraient toutefois avoir eu une telle prononciation de /s/.
Selon Roger Woodard, « san » serait le nom original de ce qui est actuellement connu comme « sigma » et correspondrait ainsi directement au shin phénicien. Le nom aurait été par la suite associé à une lettre locale alternative dont le nom original est inconnu. Le nom moderne « sigma » serait quant à lui une innovation grecque qui signifierait simplement « sifflement », sur la base du verbe σίζω (sízô, « siffler »). Woodard avance également que san pourrait noter le son ts.
Une réinterprétation moderne des valeurs des sifflantes du proto-sémitique, et donc du phénicien, pourrait rendre compte des valeurs des sifflantes grecques en ayant moins recours à une éventuelle « confusion ». Le shin aurait la valeur s et serait donc la source de la valeur du sigma ; semka serait reconstruit en une consonne affriquée, ts, une meilleure correspondance pour le groupe plosif-fricatif ks du xi.
Le tableau suivant résume les différentes sifflantes du phénicien et du grec :
| Phénicien | Phénicien | Phénicien      | Phénicien | Phénicien          | Phénicien   | Grec   | Grec    | Grec              | Grec  | Grec        |
| Lettre    | Unicode   | Position       | Nom       | Son (traditionnel) | Son (Kogan) | Lettre | Unicode | Position          | Nom   | Son         |
| --------- | --------- | -------------- | --------- | ------------------ | ----------- | ------ | ------- | ----------------- | ----- | ----------- |
|           | 𐤔         | après R (rosh) | Shin      | /ʃ/                | /s/         |        | Σ       | après R (rhô)     | Sigma | /s/         |
|           | 𐤎         | après N (nun)  | Semka     | /s/                | /ts/        |        | Ξ       | après N (nu)      | Xi    | /ks/        |
|           | 𐤆         | après W (wau)  | Zen       | /z/                | /dz/        |        | Ζ       | après W (digamma) | Zêta  | /dz/, /zd/  |
|           | 𐤑         | après P (pey)  | Sade      | /ts/               | /tsʼ/       |        | Ϻ       | après P (pi)      | San   | */z/? > /s/ |

Dans tous les cas, chaque dialecte tend à utiliser san ou sigma à l'exclusion de l'autre, et bien que les premiers abécédaires listent les deux lettres séparément à leur position alphabétique respective (san entre pi et koppa, sigma entre rhô et tau), les exemplaires ultérieurs au VIe siècle av. J.-C. tendent à ne lister que l'une d'entre elles.
Parmi les dialectes qui utilisent le sigma, celui-ci peut être écrit avec différents angles et lignes :
- (Arcadie, Argos, Béotie, Cnide, Délos, Égine, Ionie, Mégare, Paros, Rhodes)
- (Attique, Béotie, Cnide, Égine, Eubée, Ionie, Laconie, Naxos, Rhodes, Thessalie)
- (Laconie)

Les régions utilisant le san sont l'Achaïe, Corinthe, la Crète, Ithaque, Milos, Santorin, Sicyone et Tirynthe.

### Évolution
La forme actuelle de la lettre provient de l'alphabet utilisé en Ionie, qui est progressivement adopté par le reste du monde grec antique (Athènes passe un décret formel pour son adoption officielle en 403 av. J.-C. ; son usage est commun dans les cités grecques avant le milieu du IVe siècle av. J.-C.). La lettre prend à ce moment la 18e position de l'alphabet, entre rhô et tau. Le san est progressivement abandonné : il est utilisé à Argos jusqu'à la fin du VIe siècle av. J.-C., à Sicyone jusque vers 500 av. J.-C., à Corinthe jusqu'à la première moitié du Ve siècle av. J.-C. et en Crète encore quelque temps après. Sicyone conserve le signe comme emblème local sur ses pièces.
L'alphabet grec reste monocaméral pendant longtemps. Pendant l'époque hellénistique (IVe et IIIe siècles av. J.-C.), la forme épigraphique Σ est simplifiée en une sorte de C, qui ne se rencontre pas dans les alphabets archaïques ; on la trouve également sur les pièces à partir du IVe siècle av. J.-C.. L'onciale grecque, une graphie particulière créée à partir de la majuscule et de la cursive romaine, apparaît vers le IIIe siècle et adaptée à l'écriture à la plume. La minuscule grecque en dérive vers le IXe siècle. Pendant toute l'Antiquité tardive et l'époque byzantine, le sigma lunaire Ϲ est la forme standard de la lettre.
Pendant la Renaissance, les imprimeurs adoptent la forme minuscule pour les polices bas-de-casse, et modèlent les lettres capitales sur les formes des anciennes inscriptions, conduisant le grec à devenir bicaméral.
La forme finale du sigma apparaît progressivement entre les XIIe et XVe siècles, dérivant de la forme lunaire.

### Dérivés
La ligature grecque stigma, Ϛ, dérive du sigma lunaire, C, et du tau, T.
L'alphabet étrusque est dérivé de l'alphabet grec employé en Eubée — alphabet que les Étrusques apprennent à Pithécusses (Ischia), près de Cumes. L'alphabet eubéen utilise une variante du sigma, , et cette forme est reprise par les Étrusques. L'alphabet latin descend directement de l'alphabet étrusque ; le sigma conduit ainsi à la lettre S.
La lettre additionnelle latine Ech (majuscule Ʃ, minuscule ʃ) dérive également du sigma.
Dans l'alphabet cyrillique, la forme lunaire du sigma donne naissance à la lettre es, С. Cette même forme lunaire conduit dans l'alphabet copte à la lettre sēmma ou sima, Ⲥ. Elle n'est en revanche pas à l'origine de la lettre C latine, laquelle dérive du G, provenant lui-même du gamma grec, Γ.

Shin phénicien
Sigma épigraphique grec
Sigma grec majuscule moderne
Écriture onciale
Variantes cursives
Variantes minuscules
Sigma grec minuscule moderne
Sigma grec minuscule moderne final
Variante épigraphique eubéenne
S étrusque
S romain
Es cyrillique
Sēmma copte

## Codage
- La majuscule Σ possède les codages suivants :
  - Unicode : U+03A3
  - Entité HTML : &Sigma;
  - TeX : \Sigma ; {\displaystyle \Sigma }
  - DOS Greek : 145
  - DOS Greek-2 : 207
  - Windows-1253 : 211

- La minuscule σ possède les codages suivants :
  - Unicode : U+x03C3
  - Entité HTML : &sigma; ς
  - TeX : \sigma ; {\displaystyle \sigma }
  - DOS Greek : 169
  - DOS Greek-2 : 236
  - Windows-1253 : 243

- La forme finale ς possède les codages suivants :
  - Unicode : U+03F1
  - Entité HTML : &sigmaf;
  - TeX : \varsigma ; {\displaystyle \varsigma }
  - DOS Greek : 170
  - DOS Greek-2 : 237
  - Windows-1253 : 242

Outre ces trois caractères, le standard Unicode définit les formes majuscules et minuscules du sigma lunaire Ϲ, ainsi que celles de ce qu'il nomme les signes d'appareil critiques, le sigma réfléchi Ͻ, le sigma pointé Ͼ et le sigma pointé réfléchi Ͽ. Un dernier symbole basé sur le sigma majuscule, le signe somme ∑, est défini au point U+2211 dans la table des opérateurs mathématiques.
Le tableau suivant recense les différents caractères Unicode utilisant le sigma :
| Caractère | Représentation | Code    | Bloc Unicode                           | Nom Unicode                                                         |
| --------- | -------------- | ------- | -------------------------------------- | ------------------------------------------------------------------- |
| Σ         | Σ              | U+03A3  | Grec et copte                          | Lettre majuscule grecque sigma                                      |
| ς         | ς              | U+03C2  | Grec et copte                          | Lettre minuscule grecque sigma final                                |
| σ         | σ              | U+03C3  | Grec et copte                          | Lettre minuscule grecque sigma                                      |
| ϲ         | ϲ              | U+03F2  | Grec et copte                          | Symbole grec sigma lunaire                                          |
| ͻ         | ͻ              | U+037B  | Grec et copte                          | Symbole grec sigma lunaire minuscule réfléchi                       |
| ͼ         | ͼ              | U+037C  | Grec et copte                          | Symbole grec sigma lunaire minuscule pointé                         |
| ͽ         | ͽ              | U+037D  | Grec et copte                          | Symbole grec sigma lunaire minuscule pointé réfléchi                |
| Ϲ         | Ϲ              | U+03F9  | Grec et copte                          | Symbole grec sigma lunaire majuscule                                |
| Ͻ         | Ͻ              | U+03FD  | Grec et copte                          | Symbole grec sigma lunaire majuscule réfléchi                       |
| Ͼ         | Ͼ              | U+03FE  | Grec et copte                          | Symbole grec sigma lunaire majuscule pointé                         |
| Ͽ         | Ͽ              | U+03FF  | Grec et copte                          | Symbole grec sigma lunaire majuscule pointé réfléchi                |
| 𝚺         | 𝚺              | U+1D6BA | Symboles mathématiques alphanumériques | Majuscule mathématique grasse sigma                                 |
| 𝛓         | 𝛓              | U+1D6D3 | Symboles mathématiques alphanumériques | Minuscule mathématique grasse sigma final                           |
| 𝛔         | 𝛔              | U+1D6D4 | Symboles mathématiques alphanumériques | Minuscule mathématique grasse sigma                                 |
| 𝛴         | 𝛴              | U+1D6F4 | Symboles mathématiques alphanumériques | Majuscule mathématique italique sigma                               |
| 𝜍         | 𝜍              | U+1D70D | Symboles mathématiques alphanumériques | Minuscule mathématique italique sigma final                         |
| 𝜎         | 𝜎              | U+1D70E | Symboles mathématiques alphanumériques | Minuscule mathématique italique sigma                               |
| 𝜮         | 𝜮              | U+1D72E | Symboles mathématiques alphanumériques | Majuscule mathématique italique grasse sigma                        |
| 𝝇         | 𝝇              | U+1D747 | Symboles mathématiques alphanumériques | Minuscule mathématique italique grasse sigma final                  |
| 𝝈         | 𝝈              | U+1D748 | Symboles mathématiques alphanumériques | Minuscule mathématique italique grasse sigma                        |
| 𝝨         | 𝝨              | U+1D768 | Symboles mathématiques alphanumériques | Majuscule mathématique grasse sans empattement sigma                |
| 𝞁         | 𝞁              | U+1D781 | Symboles mathématiques alphanumériques | Minuscule mathématique grasse sans empattement sigma final          |
| 𝞂         | 𝞂              | U+1D782 | Symboles mathématiques alphanumériques | Minuscule mathématique grasse sans empattement sigma                |
| 𝞢         | 𝞢              | U+1D7A2 | Symboles mathématiques alphanumériques | Majuscule mathématique italique grasse sans empattement sigma       |
| 𝞻         | 𝞻              | U+1D7BB | Symboles mathématiques alphanumériques | Minuscule mathématique italique grasse sans empattement sigma final |
| 𝞼         | 𝞼              | U+1D7BC | Symboles mathématiques alphanumériques | Minuscule mathématique italique grasse sans empattement sigma       |